# Лілла-Едет (комуна)
Комуна Лілла-Едет (швед. Lilla Edets kommun) — адміністративно-територіальна одиниця місцевого самоврядування, що розташована в лені Вестра-Йоталанд у південно-західній Швеції.
Лілла-Едет 228-а за величиною території комуна Швеції. Адміністративний центр комуни — місто Лілла-Едет.

## Населення
Населення становить 12 580 чоловік (станом на вересень 2012 року). 
| Кількість населення комуни Лілла-Едет за 1970-2010 роки | Кількість населення комуни Лілла-Едет за 1970-2010 роки | Кількість населення комуни Лілла-Едет за 1970-2010 роки | Кількість населення комуни Лілла-Едет за 1970-2010 роки | Кількість населення комуни Лілла-Едет за 1970-2010 роки |
| ------------------------------------------------------- | ------------------------------------------------------- | ------------------------------------------------------- | ------------------------------------------------------- | ------------------------------------------------------- |
| Рік                                                     |                                                         |                                                         | Населення                                               |                                                         |
| 1970                                                    | 1970                                                    |                                                         | 10 065                                                  | 10 065                                                  |
| 1975                                                    | 1975                                                    |                                                         | 11 229                                                  | 11 229                                                  |
| 1980                                                    | 1980                                                    |                                                         | 11 836                                                  | 11 836                                                  |
| 1985                                                    | 1985                                                    |                                                         | 11 971                                                  | 11 971                                                  |
| 1990                                                    | 1990                                                    |                                                         | 12 939                                                  | 12 939                                                  |
| 1995                                                    | 1995                                                    |                                                         | 13 288                                                  | 13 288                                                  |
| 2000                                                    | 2000                                                    |                                                         | 12 944                                                  | 12 944                                                  |
| 2005                                                    | 2005                                                    |                                                         | 12 889                                                  | 12 889                                                  |
| 2010                                                    | 2010                                                    |                                                         | 12 578                                                  | 12 578                                                  |
| Джерело: SCB                                            |                                                         |                                                         |                                                         |                                                         |

## Населені пункти
Комуні підпорядковано 5 міських поселень (tätort) та низка сільських, більші з яких:
- Лілла-Едет (Lilla Edet)
- Ледесе (Lödöse)
- Йота (Göta)
- Ниґорд (Nygård)
- Єртум (Hjärtum)
- Прессебу (Prässebo)

## Галерея

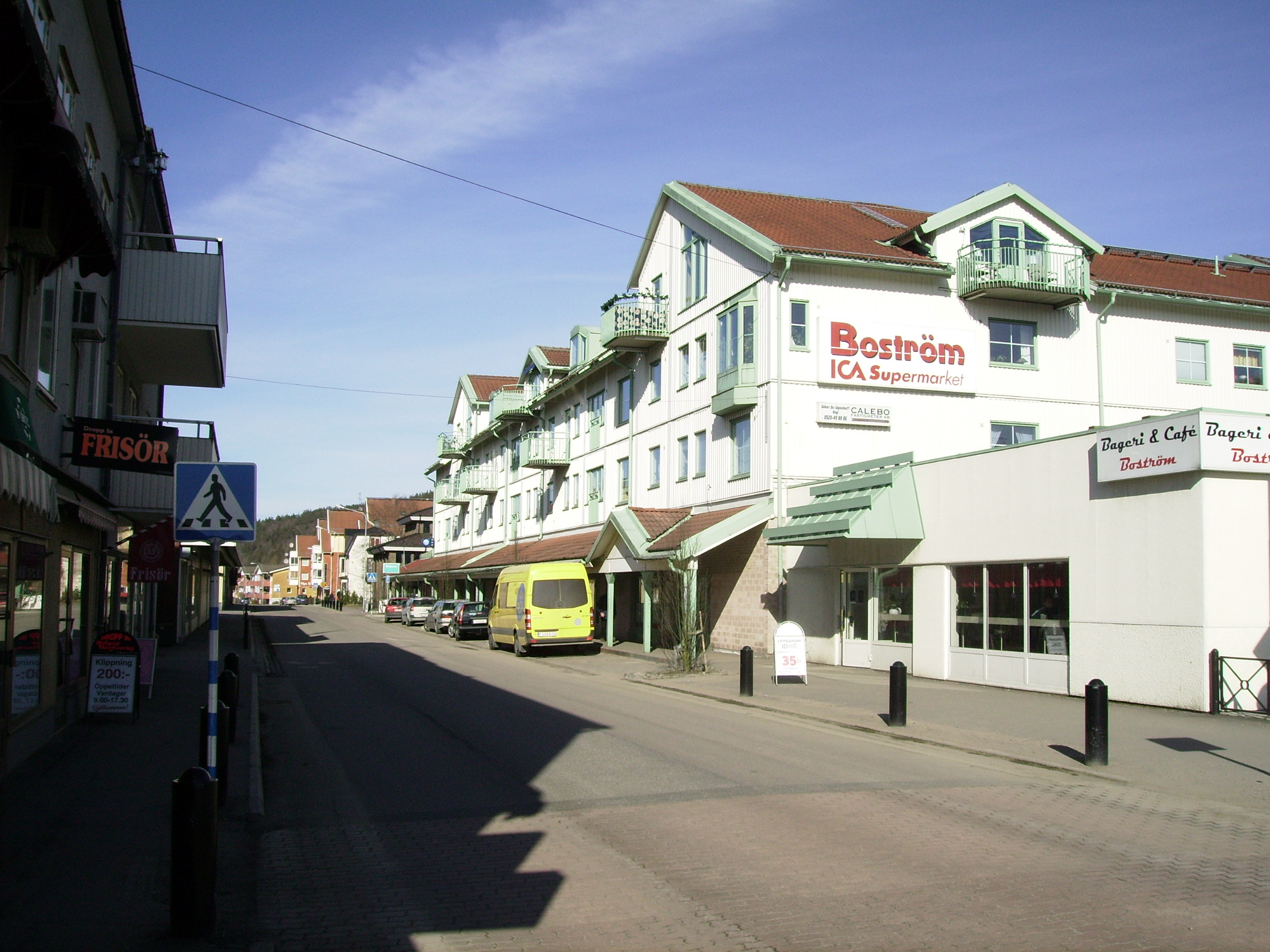
Лілла-Едет
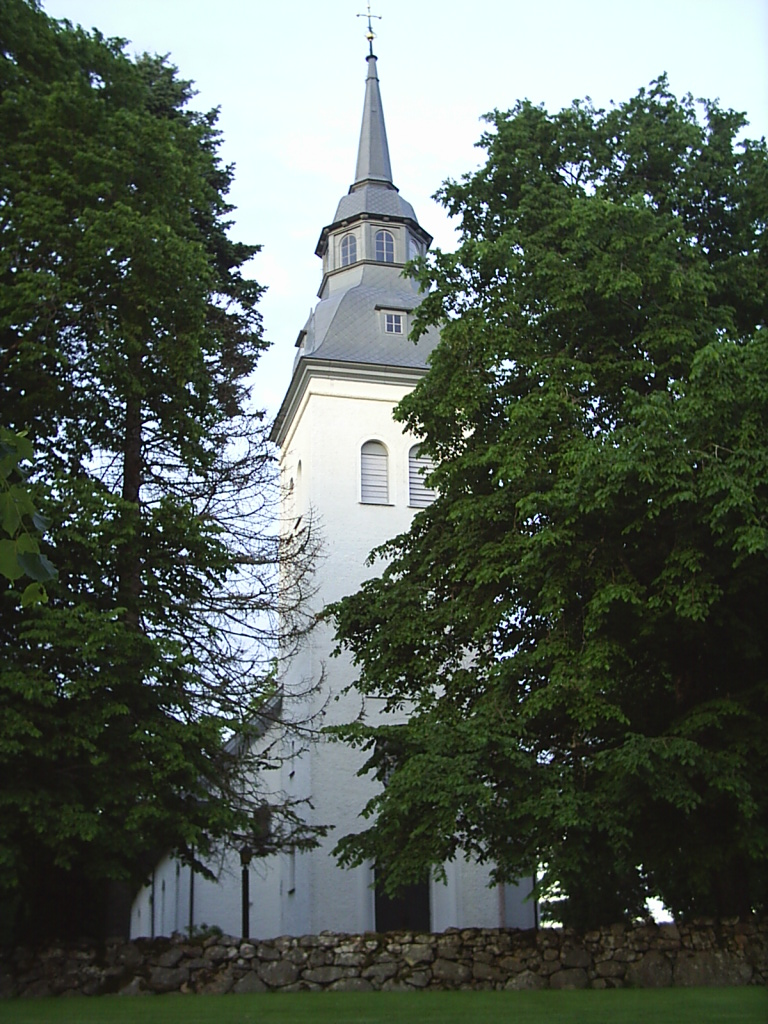
Церква (Єртум)
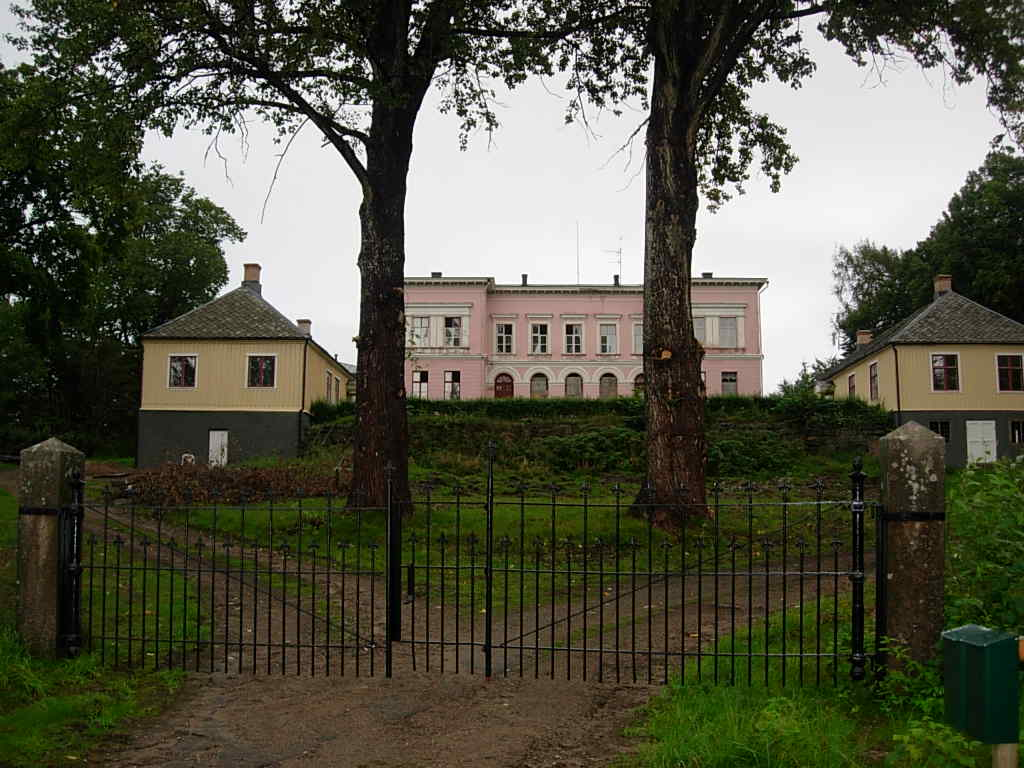
Садиба Стрем

## Виноски
1. ↑  Folkmangd i riket, lan och kommuner (шв.) . Центральне бюро статистики Швеції. Архів оригіналу за 20 серпня 2013. Процитовано 25 лютого 2013.